# Ó, jak jsi krásný
Ó, jak jsi krásný (v originále Je vous trouve très beau) je francouzský hraný film z roku 2005, který režírovala Isabelle Mergault podle vlastního scénáře. Snímek měl světovou premiéru na filmovém festivalu v Sarlatu dne 7. listopadu 2005.

## Děj
Aymé Pigrenet je nevrlý farmář z Drôme. Právě ztratil svou ženu při nehodě. O svou ženu se moc nezajímal, ale byla mu velmi užitečná při zemědělských pracích a péči o domácnost. Nutně potřebuje najít novou ženu, která by mu pomohla, protože si sám neví rady.
Protože neví, jak si najít manželku, zaregistruje se u sňatkové agentury. Manažer mu radí, aby odjel do Rumunska, kde jsou dívky připraveny udělat cokoli, aby se dostaly do západní Evropy. Přivede si mladou Rumunku Elenu, která před Aymém tají, že má malou dceru Gaby. Aymé svým blízkým sdělí, že je vzdálenou příbuznou jeho zesnulé manželky, která přijela do Francie na výpomoc na jeho farmu.
Aymé, neschopen laskavosti uvrhne Elenu do melancholie a nostalgie po její zemi. Eleniny snahy ho svést jsou marné a zdá se, že pár nemá budoucnost. Aymé si uvědomí, že riskuje její ztrátu. Koupí jí zásnubní prsten, ale když se vrátí na farmu s úmyslem jí ho darovat, najde Elenu v slzách, takže není vhodná chvíle. Vybere všechny své úspory z banky, dá je Eleně a namluví jí, že vyhrála v loterii. Následně obviní Elenu z její neschopnosti řádně pracovat na farmě a nechá ji druhý den odjet do Rumunska. Aymé je opět sám a melancholicky lpí na vzpomínkách na jejich vztah.
V Rumunsku Elena využije peníze k otevření taneční školy, o které vždy snila. Když narazí na francouzské noviny ze dne jejího odjezdu, zjistí, že výhra v loterii neodpovídá číslům, která měla vyhrát. Pochopí Aymého gesto lásky a vrátí se, tentokrát v doprovodu dcery Gaby.

## Obsazení
| Michel Blanc       | Aymé Pigrenet                  |
| Medeea Marinescu   | Elena                          |
| Wladimir Yordanoff | Roland Blanchot                |
| Benoît Turjman     | Antoine                        |
| Eva Darlan         | paní Marais                    |
| Élisabeth Commelin | Françoise                      |
| Valérie Bonneton   | Labaume                        |
| Julien Cafaro      | Thierry                        |
| Valentin Traversi  | Jean-Paul                      |
| Raphaël Defour     | Nicolas                        |
| Agnès Boury        | Huguette Pigrenet, Aymého žena |
| Tadrina Hocking    | Nicole                         |
| Renée Le Calm      | babička                        |
| Dora Doll          | Catherine                      |
| Liliane Rovère     | paní Lochet                    |
| Françoise Monneret | Odile                          |
| Arthur Jugnot      | Pierre                         |

## Ocenění
- César: nejlepší filmový debut (Isabelle Mergault); nominace v kategoriích nejlepší herec (Michel Blanc) a nejlepší původní scénář (Isabelle Mergault)
- Cena Raimu de la comédie: nejlepší scénář (Isabelle Mergault), nejlepší herec (Michel Blanc), nominace v kategoriích nejlepší komediální film (Isabelle Mergault), nejlepší herečka ve vedlejší roli (Éva Darlan), nejlepší režie (Isabelle Mergault)
- Lumières: nominace v kategoriích nejlepší herec (Michel Blanc), nejlepší původní scénář (Isabelle Mergault), nejslibnější herečka (Medeea Marinescu)